# お段
お段（おだん）は、五十音図において、最も下の段（第5段）のことである。お、こ、そ、と、の、ほ、も、よ、ろ、をから成る。どの音にも、母音/o/が含まれる。単音で発話した際の下顎位の前後座標の推移は、え段の次に強いとされている。